# El Hito
El Hito är en ort i Spanien.   Den ligger i provinsen Provincia de Cuenca och regionen Kastilien-La Mancha, i den centrala delen av landet, 100 km sydost om huvudstaden Madrid. El Hito ligger 873 meter över havet och antalet invånare är 225.
Terrängen runt El Hito är platt.Runt El Hito är det glesbefolkat, med 9 invånare per kvadratkilometer. Närmaste större samhälle är Montalbo, 4,5 km nordost om El Hito. Trakten runt El Hito består till största delen av jordbruksmark.